# Antônio da Madre de Deus Galvão
Antônio da Madre de Deus Galvão, OFM, (Lisboa, 26 de maio de 1697 – São Paulo, 19 de março de 1764) foi um frade franciscano, sacerdote católico português e segundo bispo de São Paulo.
Era filho de Brás Simões e de Maria de Santo Antônio.
Ingressou na Ordem dos Frades Menores, onde professou no Convento de Nossa Senhora da Arrábida, da Província de Arrábida. Já frade, foi ordenado sacerdote,  em 20 de dezembro de 1721.

## Episcopado
No dia 24 de novembro de 1749 foi nomeado bispo de São Paulo por Dom João V. A 16 de março de 1750, aos 52 anos, foi confirmado, por breve do Papa Bento XIV.
Foi sagrado bispo no dia 6 de setembro de 1750, pelas mãos de Dom Tomás Cardeal de Almeida, Patriarca de Lisboa, sendo consagrante Dom João de Azevedo, Bispo de Diocese de Portalegre e Castelo Branco, Portugal.
Estando no Convento de Mafra, tomou posse como bispo da Diocese de São Paulo, por procuração, a 18 de outubro de 1750, através do vigário capitular, Mateus Lourenço de Carvalho.
Exerceu esta função até 19 de março de 1764, quando veio a falecer.

## Brasão
Descrição: Escudo eclesiástico, partido: o 1º de blau com um leão de sable,gotado e lampassado de goles, trepante sobre o lado senestro de um monte de sua cor (sinopla) - das Armas dos Simões - tendo em chefe uma estrela de jalde, de oito pontas, entre duas cruzes latinas do mesmo; o 2º de goles, com seis costas de argente, postas: 2, 2 e 2, firmadas nos flancos – Armas da família Costa. O conjunto pousado sobre uma cruz trevolada de ouro, entre uma mitra de prata adornada de ouro, à dextra, e de um báculo do mesmo, à senestra, para onde se acha voltado. O todo encimado pelo chapéu eclesiástico com seus cordões em cada flanco, terminados por seis borlas cada um, tudo de verde.
Interpretação: O escudo oval obedece as regras heráldicas para os eclesiásticos. Os campos representam as armas familiares do bispo, nascido da nobreza lusitana.  No 1º, a cor blau (azul) representa o manto de Maria Santíssima e, heraldicamente, significa: justiça, serenidade, fortaleza, boa fama e nobreza; mo monte e o leão são tirados das ramas da família paterna de om Frei Antônio, os Simões, sendo que o Leão representa também o bispo que sobe o Monte Santo do Senhor, que sendo de sua cor, sinopla, simboliza esperança, liberdade, abundância, cortesia e amizade; o Leão, sendo do metal jalde (ouro), simboliza: nobreza, autoridade, premência, generosidade, ardor e descortínio; as duas cruzes representam a Cruz de Cristo e a do cristão, que cada um deve levar com resignação; e a estrela representa Maria Santíssima , Estrela da Manhã, que auxilia o cristão a chegar ao Cristo. No 2º estão representadas ar armas familiares dos Costas, sendo que a cor goles (vermelha) simboliza o fogo da caridade inflamada no coração do bispo, bem como valor e socorro aos necessitados;e o metal argente (prata) simboliza a inocência, a castidade, a pureza e a eloqüência, virtudes essenciais num sacerdote.

## Atividade e contribuições
Dom Frei Antônio da Madre de Deus encontrou o Cabido Diocesano de São Paulo em crise e com sérios desentendimentos, causados pelo Cônego Teologal Manuel Vilela Bueno e pelo Chantre Manuel de Jesus Pereira. Dom Frei Antônio enfrentou com sabedoria esta crise e estabeleceu a paz no Cabido. Legalizou os seus vencimentos e batalhou junto ao rei Dom José I o aumento das côngruas dos cônegos. Procurou definir os limites das paróquias, em atenção às necessidades espirituais dos paroquianos. A primeira paróquia que criou foi a de Moji-Mirim, em 1 de novembro de 1751. Preocupou-se com a nomeação de mestres-escola e professores para os Meninos do Coro. Empreendeu a construção da nova catedral. Em 1759, mesmo contrário à expulsão dos jesuitas, Dom Frei Antônio da Madre de Deus nada pode fazer para ajudá-los. Ressentindo-se da sua ausência, pois eram eles os professores do clero e do povo paulista, o bispo criou a 31 de julho de 1762 a Venerável Irmandade de São Pedro dos Clérigos, com a finalidade de promover o culto divino, a veneração do seu padroeiro, a assistência espiritual, material e cultural dos irmãos, e o apoio às iniciativas em favor da cultura teológica e pastoral dos presbíteros.